# Бельмадани, Тарик
Тарик Бельмадани (фр. Tarik Belmadani, р.17 ноября 1987) — французский борец греко-римского стиля, призёр Европейских игр.

## Биография
Родился в 1987 году в Вирье. В 2009, 2011 и 2012 годах становился чемпионом Франции. В 2012 году принял участие в Олимпийских играх в Лондоне, но стал лишь 9-м. В 2014 году стал бронзовым призёром Golden Grand Prix de lutte. В 2015 году завоевал бронзовую медаль Европейских игр.